# Plasma Processes and Polymers
Plasma Processes and Polymers (abrégé en Plasma Process. Polym.) est une revue scientifique mensuelle à comité de lecture qui publie des articles concernant la chimie dans le domaine des plasmas.
D'après le Journal Citation Reports, le facteur d'impact de ce journal était de 4,037 en 2009. Actuellement, les directeurs de publication sont Riccardo d´Agostino (Université de Bari, Italie), Pietro Favia (Université de Bari, Italie), Christian Oehr (Stuttgart, Allemagne) et Michael R. Wertheimer (Polytechnique Montréal, Canada).